# 高豆莫
高豆莫是位于现在中国东北的扶余人部落的部落首领。
高豆莫的部落卒本扶余是北扶余国的一个延续。前86年，檀君朝鲜末代檀君古列加的后裔高豆莫（东明王）打败解夫娄夺到北扶余王位后，将北扶余改名为卒本扶余。
根据1979年成书的朝鲜半岛伪籍桓檀古記记载，檀君朝鲜灭亡后，高豆莫在檀君朝鲜故地建立起东明国反汉朝建立的汉四郡。经过几年的征战，得知北扶余国王高于娄去世的消息后，高豆莫将矛头对准了北扶余。高豆莫与继承高于娄王位的解夫娄为王位发生争斗。简短交锋后，解夫娄与其跟随者向东逃走；前86年，在迦叶原建立东扶余。
前108年，高豆莫征服北扶余，将东明国和北扶余合并为卒本扶余。前59年，高豆莫去世后，传位给高无胥。后来高无胥遇到朱蒙，并将二女儿嫁给朱蒙。高无胥死后，朱蒙继承了王位。前37年，朱蒙建高句丽国。
桓檀古記记载：
六世檀君高無胥在位二年壬戌元年帝卽位于卒本川與父老會于白岳山立約祭天頒行事例內外大悅帝生而有神德能以呪術呼風喚雨善賑大得民心有小解慕漱之稱時漢寇騷亂遍于遼左屢戰得捷癸亥二年帝巡到寧古塔得白獐冬十月帝崩高朱蒙以遺命入承大統先是帝無子見高朱蒙爲非常人以女妻之至是卽位時年二十三時下夫餘人將欲殺之奉母命與烏伊摩離陝父等三人爲德友行至岔陵水欲渡無梁恐爲追兵所迫告水曰我是天帝子河伯外孫今日逃走追者垂及奈何於是魚鼈浮出成橋始得渡魚鼈乃解。
在一些书籍里也把高朱蒙称为高豆莫汗。

## 參看
- 扶餘
- 東明王
- 《桓檀古记》